# 臺灣汽車產業

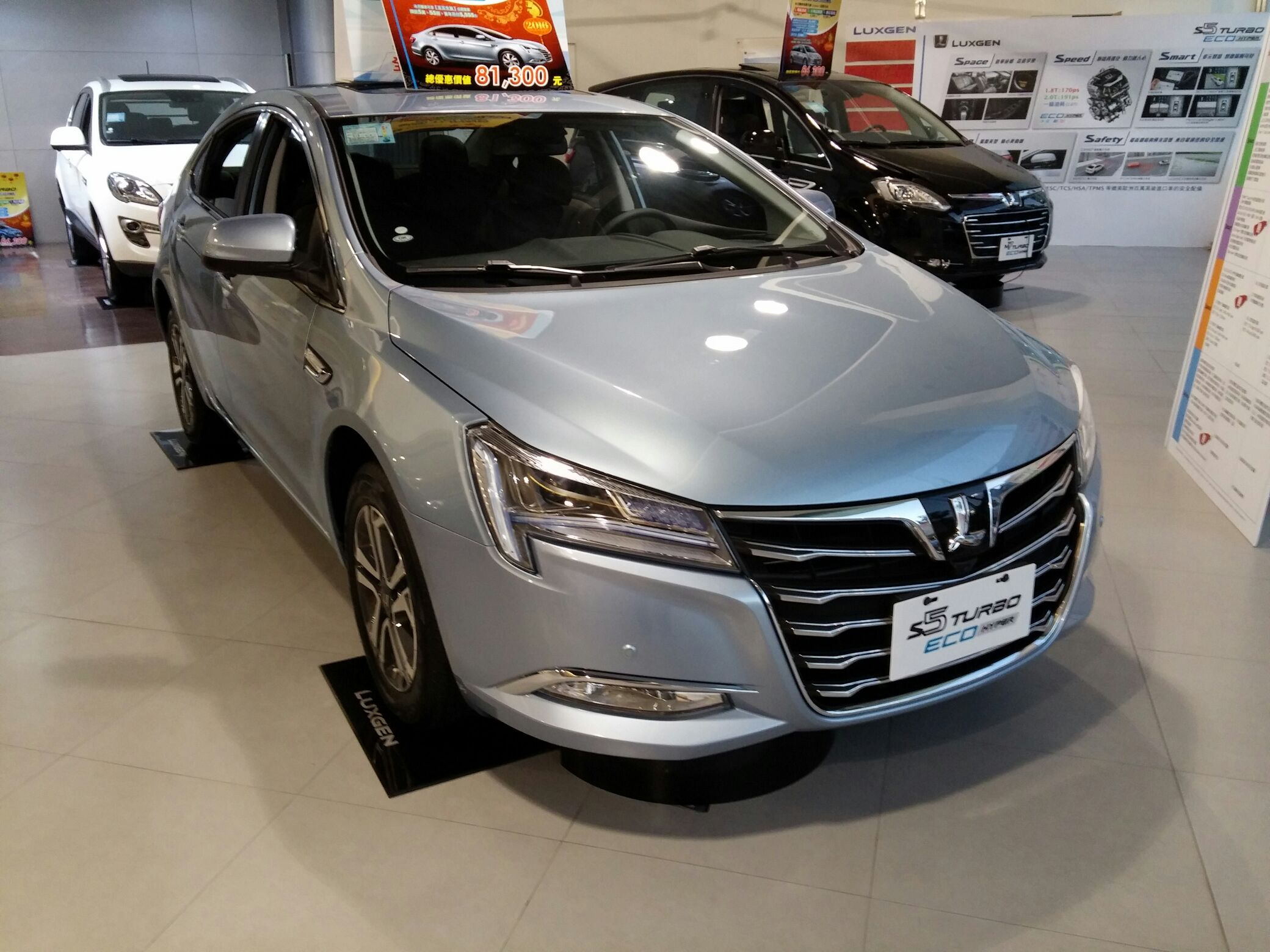
台灣製造的納智捷汽車

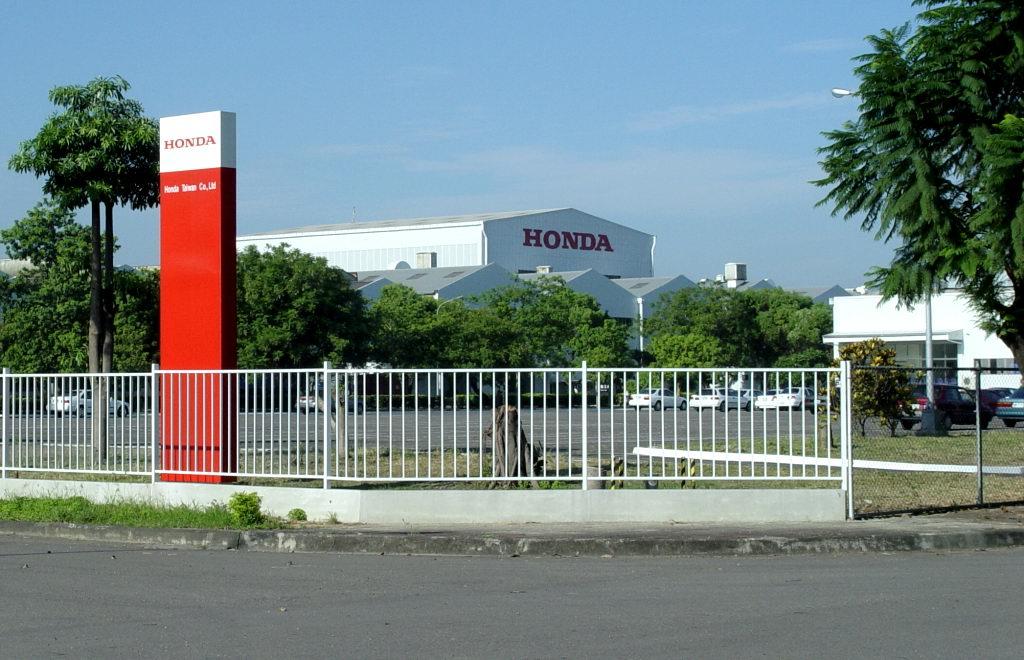
位於屏東縣的本田汽車製造廠

臺灣的汽車產業，約包括三千家與汽車有關的公司。台灣售出的汽車中，由和泰汽車販售的約佔28.8%，其次是中華汽車工業（10.9%）、裕隆汽車（9.6%）及台灣本田（7.7%）。

## 進出口
台灣販售的汽車中，約有41.7%是進口車。2016年台灣所生產的汽車零組件，約有75%外銷，主要是美國（43%，銷售額新台幣678億元）、日本（6%，銷售額新台幣95億元）、中國大陸（5%，銷售額新台幣82億元）及英國（4%，銷售額新台幣56億元）。

## 經濟
台灣每年售出的汽車約有四十萬輛，台灣汽車產業的產值約佔国内生产总值的3%。2016年的產值為美元200億元，可以分為零組件（美元70億元）、內銷車輛（美元65億元）、及汽車電子（美元60億元）。2013年的汽車產業產值約佔總製造業產值的2.7%。
台灣的公司在汽車電動化的投資越來越多，特斯拉的供應商中有為75%是台灣廠商。電動汽車供應鏈裡，有許多廠商位在台灣，台灣也是全球電動汽車供應鏈中重要的一部份。

## 研究機構
台灣和汽車相關的研究機構有車輛研究測試中心（ARTC）及工業技術研究院。